# Saigon Feel
Saigon Feel, hay còn được gọi là Hồ Trung Dũng Meets Võ Thiện Thanh album phòng thu thứ chín của ca sĩ Hồ Trung Dũng, được phát hành vào ngày 22 tháng 11 năm 2018 bởi Công ty cổ phần sự kiện giải trí Hồ và Hãng phim Phương Nam. Album được sáng tác và sản xuất bởi nhạc sĩ Võ Thiện Thanh, bao gồm 9 ca khúc theo thể loại jazz, trong đó có sự tham gia thể hiện cùng nhóm MTV và Uyên Linh.
Saigon Feel là album thành công nhất về mặt chuyên môn của Hồ Trung Dũng. Tại Giải thưởng Âm nhạc Cống hiến lần thứ 14, Saigon Feel đã giúp Hồ Trung Dũng nhận được một đề cử đầu tiên trong sự nghiệp ở hạng mục "Album của năm".

## Danh sách bài hát
Theo Hãng phim Phương Nam.Tất cả các ca khúc được viết bởi Võ Thiện Thanh.
| STT              | Nhan đề                                | Thời lượng |
| ---------------- | -------------------------------------- | ---------- |
| 1.               | "Xích lô"                              | 3:41       |
| 2.               | "Tình 2000"                            | 4:46       |
| 3.               | "Đôi mắt"                              | 5:45       |
| 4.               | "Sài Gòn có mùa thu" (hợp tác với MTV) | 4:30       |
| 5.               | "Quán cóc"                             | 5:18       |
| 6.               | "Phố xuân" (hợp tác với Uyên Linh)     | 4:05       |
| 7.               | "Con đường anh mơ"                     | 4:51       |
| 8.               | "Từ khi em đến"                        | 5:16       |
| 9.               | "Gõ cửa thiên đường"                   | 3:58       |
| Tổng thời lượng: | Tổng thời lượng:                       | 36:33      |

## Thành phần tham gia sản xuất
Ê-kíp sản xuất
- Võ Thiện Thanh – sáng tác, hòa âm, thu âm, mixing và sản xuất
- Tom Waltz – mastering.
- Hồ Trung Dũng – điều hành sản xuất và hát bè.
- Nhóm bè Cadillac – hát bè.
- Đại Ngô – nhiếp ảnh gia.
- Ritzloland – thiết kế.
- Rôbô – nhà tạo mẫu.
- An Nguyễn – trang điểm.
- Das, Mizada, Blanke, Kmenswear và Ritzlocloset – trang phục.

Khác
- Wapdesign – in ấn.
- Công ty cổ phần sự kiện giải trí Hồ – phát hành.
- Hãng phim Phương Nam – phân phối.

## Xếp hạng
| Bảng xếp hạng | Vị trí cao nhất |
| ------------- | --------------- |
| Nhaccuatui    | 3               |

## Phát hành và đón nhận của công chúng
Saigon Feel phát hành bản cứng với số lượng giới hạn 1.500 bản. Tuy nhiên, lượng đĩa đã được tẩu tán trong đợt phân phối đầu tiên. Ba tuần sau kể từ ngày ra mắt, đĩa nhạc đã tái bản.